# Picante (guiso)

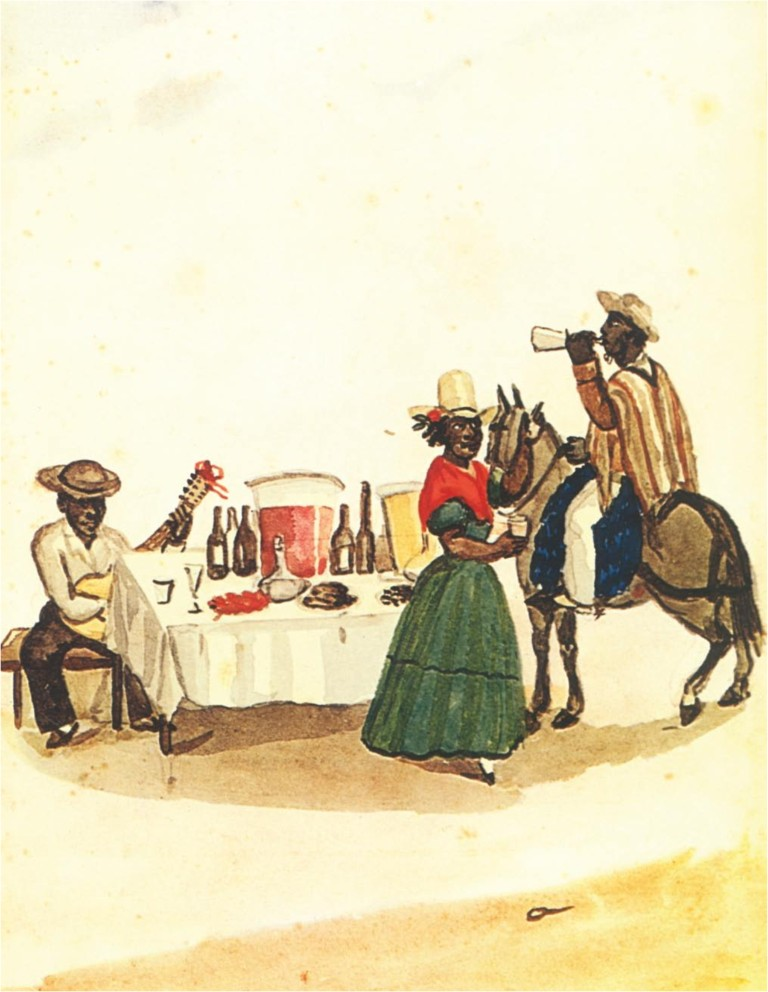
Puesto de chicha y picante, del pintor Pancho Fierro.

El picante es un tipo de guiso de origen andino que se elabora con diversos ingredientes, siendo el principal el ají. Su nombre proviene de la pungencia que se siente al probarlo. La persona cuyo oficio es el de preparar picantes es la picantera, mientras que los establecimientos especializados en la venta de picantes son denominados picanterías.
Según Juan de Arona:

Un picante es un plato (y también  una comida entera) guisado á la criolla y sobre la base casi absoluta del ají. Se da un picante como se da un té, y hay fonditas especiales conocidas con el nombre de Picanterías, que así no guisan mas que picantes. Las más celebres en Lima son las del Cercado. En la afición al picante suele haber mucho de afectación de criollismo.
Diccionario de peruanismos - Juan de Arona

En la cocina peruana se distingue los términos genéricos de picante y ají en cuanto a que sólo los segundos se espesan. Por lo general se pueden elaborar picantes de diversos tipos de ingredientes principales como carne, cuy, mariscos, cochayuyo, callampa, gallina, quinua, aunque los más conocidos son el picante a la tacneña y el picante de pavita a la norteña.
Por su parte, en la gastronomía boliviana destaca el picante surtido o el sajta de pollo.